# Spezerei

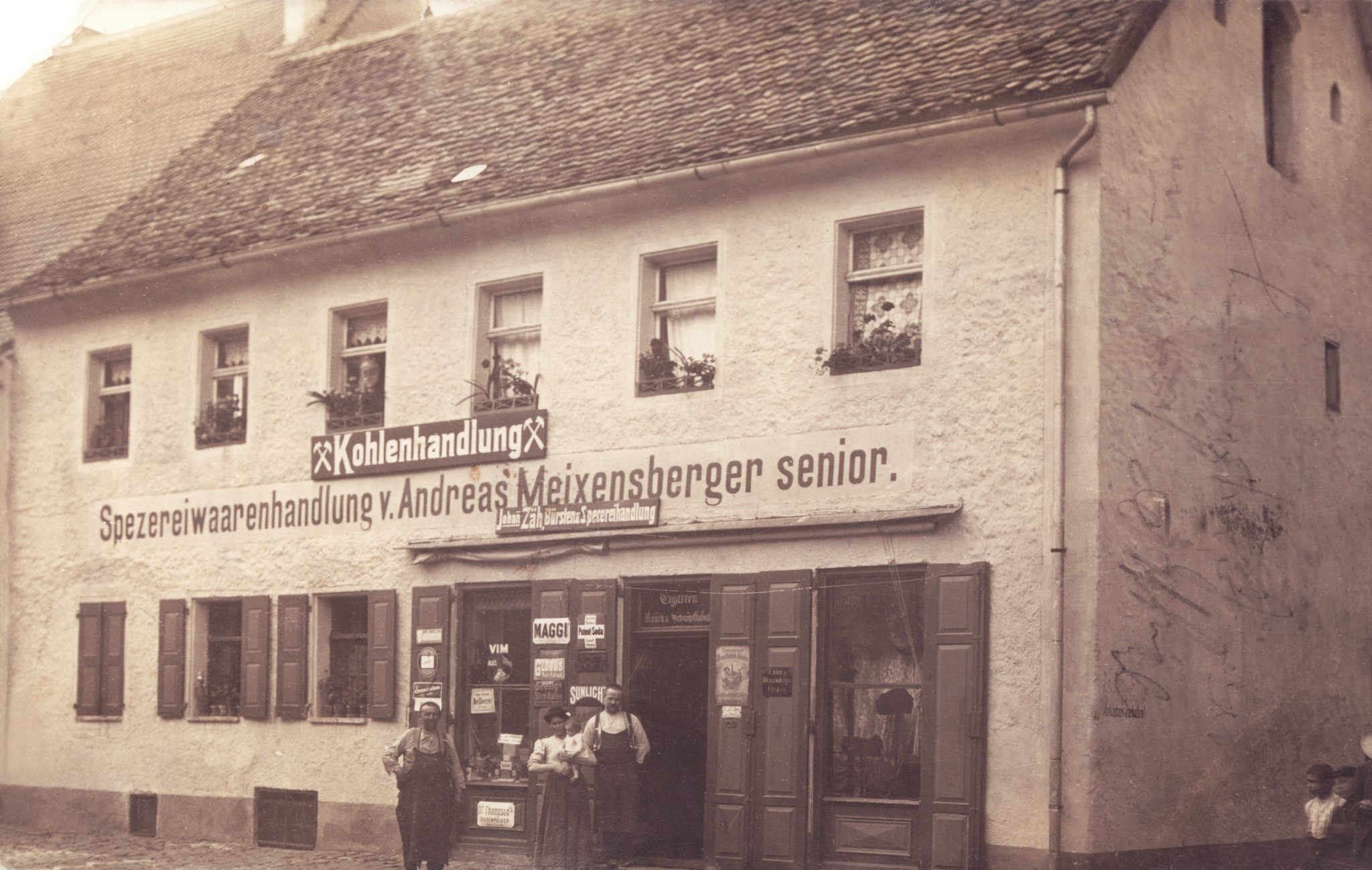
Bayrische Spezereiwarenhandlung gegen 1900

Spezerei (als mittelhochdeutsch specerīe aus italienisch spezierie ‚Gewürzwaren‘, von spezieria ‚Gewürzhandlung‘ aus lateinisch species ‚Art‘, ‚Gestalt‘, spätlateinisch auch ‚Gewürz‘ entlehnt – siehe auch englisch spice ‚Gewürz‘) ist eine seit dem 14. Jahrhundert verbreitete Bezeichnung für Gewürzwaren (dann meist im Plural Spezereien). Auch allgemein für Delikatessen, gelegentlich für Gewürzläden und Apotheken verwendet.
Spezereiwaren ist auch ein veralteter Ausdruck für Lebensmittel allgemein, in der Schweiz auch für Gemischtwaren (und entsprechend dort Spezerei für Lebensmittel- oder Gemischtwarenläden). Der Spezereihändler wurde auch Würzkrämer (Gewürzkrämer) genannt.